# Raško Katić
Raško Katić, en serbio: Рашко Катић, (nacido el 8 de diciembre de 1980 en Kragujevac, Serbia) es un jugador de baloncesto serbio. Con 2,08 metros de estatura, juega en la posición de pívot en las filas del KKK Radnički.

## Trayectoria
- Radnički Zastava (2002-2004)
- Estrella Roja de Belgrado (2004-2005)
- İTÜ Istanbul (2005)
- Ergonom Niš (2005)
- Tigers Tubinga (2006-2009)
- KK Hemofarm (2009-2010)
- KK Partizan (2010-2012)
- Estrella Roja de Belgrado (2012-2014)
- Basket Zaragoza 2002 (2014-2015)
- Basketball Club Oostende (2015-2017)
- Spirou Basket Club (2017-2019)
- KKK Radnički (2019-)